# A500 (Frankrijk)
De A500 is een autosnelweg in Frankrijk. De route is slechts 2 kilometer lang en vormt de primaire ontsluiting tussen de A8 en Monaco. De weg heeft niet alle kenmerken van een snelweg. Zo heeft de weg op de westelijke baan maar één rijstrook. Verder bestaat de weg voor het grootste gedeelte uit een tunnel.